# Deportivo San José
El Deportivo San José es un club de básquetbol paraguayo con sede en Asunción. El equipo masculino juega en la Liga Nacional de Básquetbol mientras que el femenino juega en la Liga Nacional de Básquetbol Femenino, ambos son la principal liga de baloncesto del país. San José ha ganado 18 veces la liga masculina,   siendo su último título el Torneo Clausura 2023. San José sólo está detrás de Olimpia Kings en títulos de liga, ya que ese equipo ha ganado un récord de 35.
Juegan de local en el Polideportivo León Condou, ubicado en el barrio Mariscal López de Asunción.

## Historia
El club fue fundado para estudiantes del Colegio San José .  En 1965, San José obtuvo su primer título al conquistar la liga paraguaya de 6to nivel. En 1966, entró en la liga principal y nunca volvió a abandonar la máxima categoría. En 1968 se inauguró una cancha de baloncesto.

## Honores
Liga Nacional de Básquetbol 
- Campeones (18): 1991, 1993, 1997, 2000, 2001, 2002, 2003, 2004, 2006, 2018 C, 2019 C, 2021, 2022 A, 2022 C, 2023 A, 2023 C, 2024 A, 2024 C.

Liga Nacional de Básquetbol Femenino
- Campeones (1): 2003.